# 共和路 (里昂)
45°45′47″N 4°50′9″E / 45.76306°N 4.83583°E

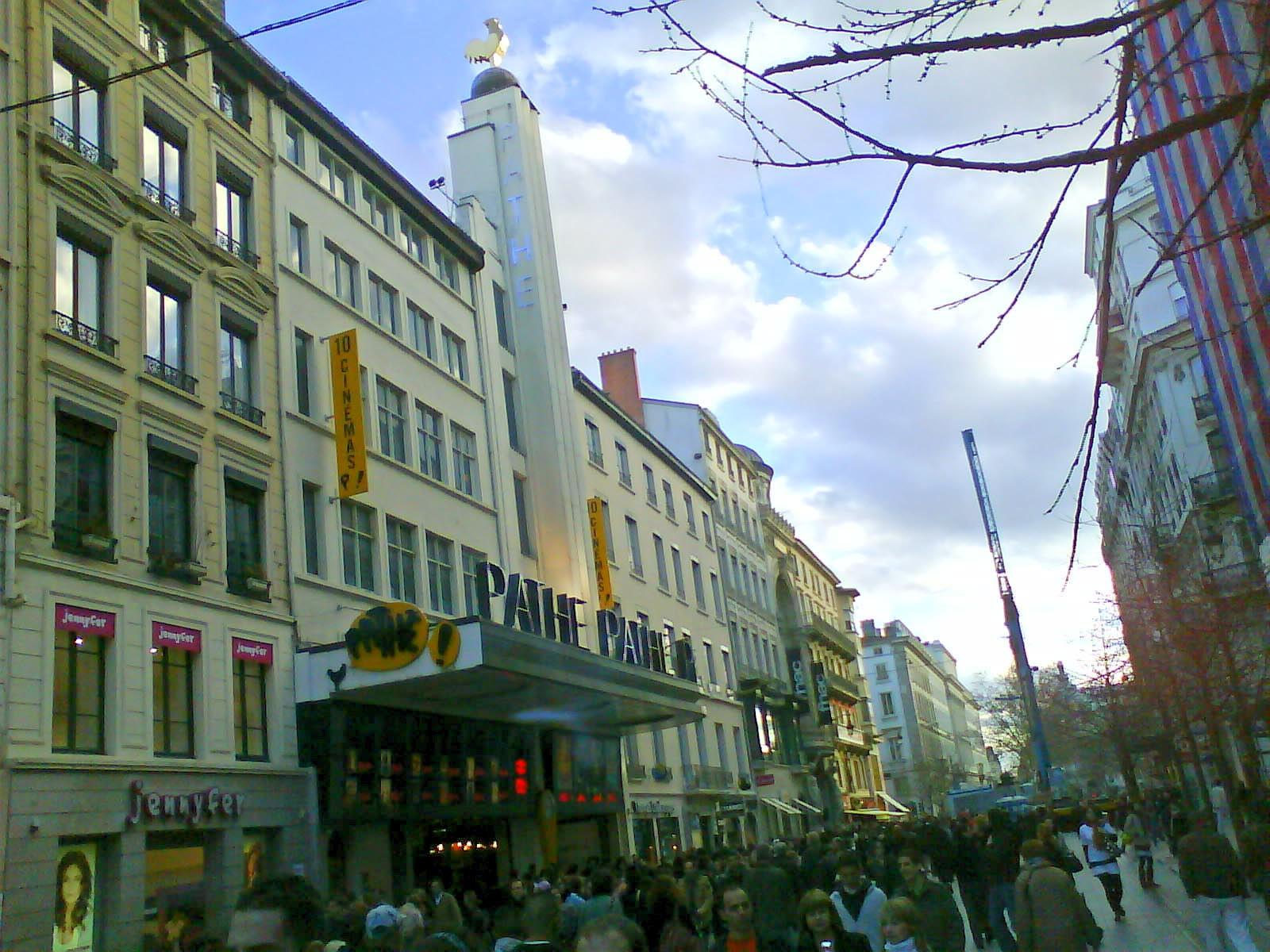
百代电影院

共和路（Rue de la République）是法国里昂第一区和第二区的一条街道，也是该市主要的购物街。共和路地处城市中心的位置，开设了大量商店、餐馆和咖啡馆。这条路所在的整个地区被联合国教科文组织列为世界遗产。服务此区域的地铁站包括白莱果、市政厅 - Louis Pradel和戈德里埃。

## 历史

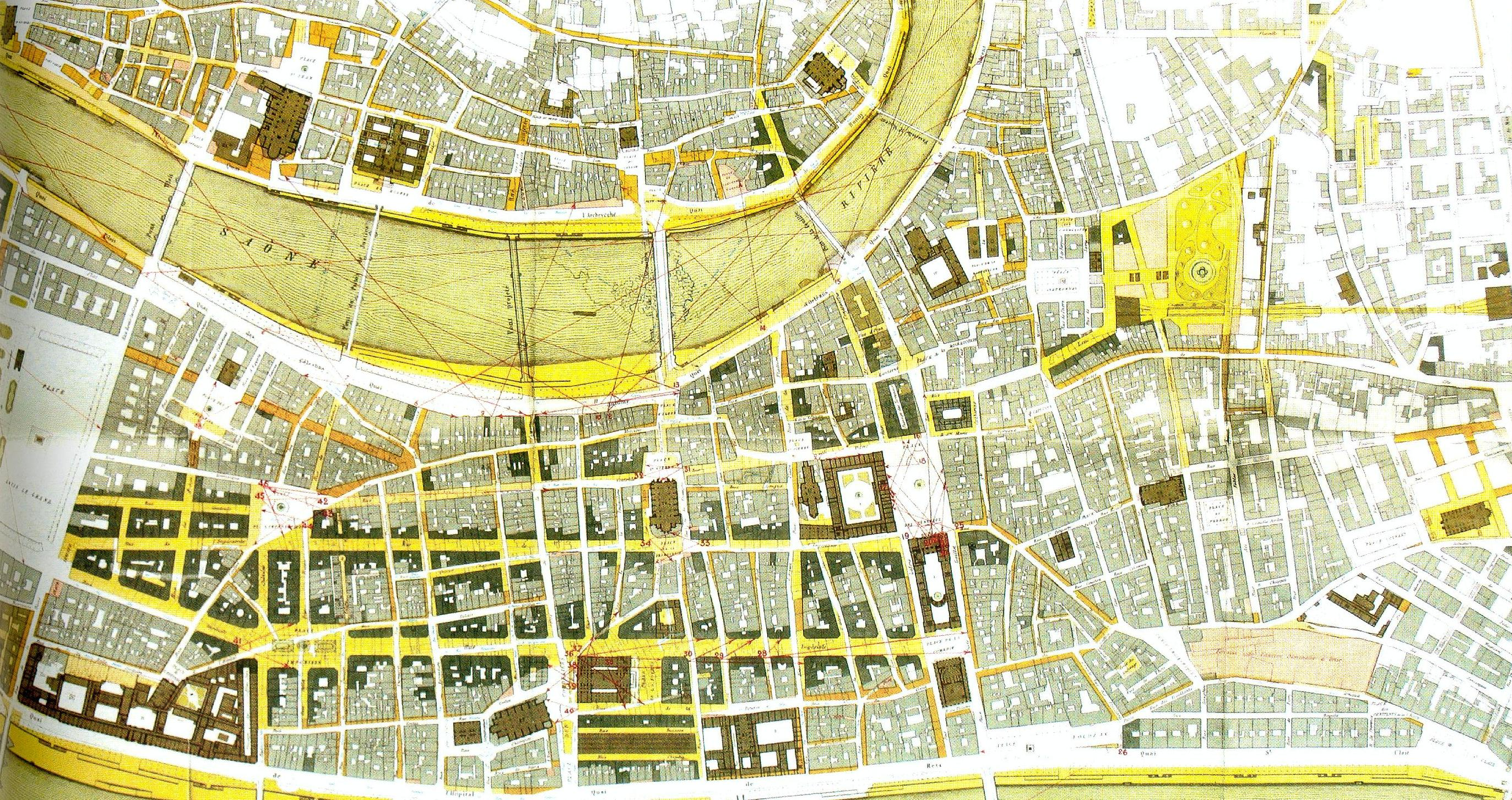
1863年规划

1853年，罗纳河省长、里昂市长Claude-Marius Vaïsse上任后，决定开辟三条新的道路，将白莱果广场和半岛区的其他主要广场连接起来：
- 維克托·雨果路，连接白莱果广场和卡诺广场
- 皇后路，后来更名为市政厅路，再改名为爱德华·赫里欧路，连接白莱果广场和沃土广场
- 帝国路（1862年至1871年），后来改名为里昂路（1871年至1878年），再改为共和路（自1878年8月-9月），[1]从白莱果广场通往市政厅和歌剧院所在的Louis Pradel广场。

当时沿共和路开辟了两个广场：帝国广场（今共和广场）和戈德里埃广场。这条路长度超过1公里，从白莱果广场到共和广场为西南-东北走向，然后南北走向Louis Pradel广场。
在20世纪70年代，里昂地铁A铁沿这条路施工。

## 建筑
共和路的两边排列着19世纪建造的奥斯曼式建筑。
- 前進前总部，现在是一间法雅客。
- 百代电影院有一钟楼，顶部是一只公鸡，这是里昂罕见的Art Deco风格的建筑。
- 商业宫（Palais du Commerce），位于戈德里埃广场，为里昂商会总部，1894年，总统玛利·弗朗索瓦·萨迪·卡诺在此被暗杀。附近有圣文德堂
- 新大市集，这座建筑与周边建筑相比颇为现代。
- 市政厅和新歌剧院，都位于城市北端的喜剧广场（Place de la Comédie）。

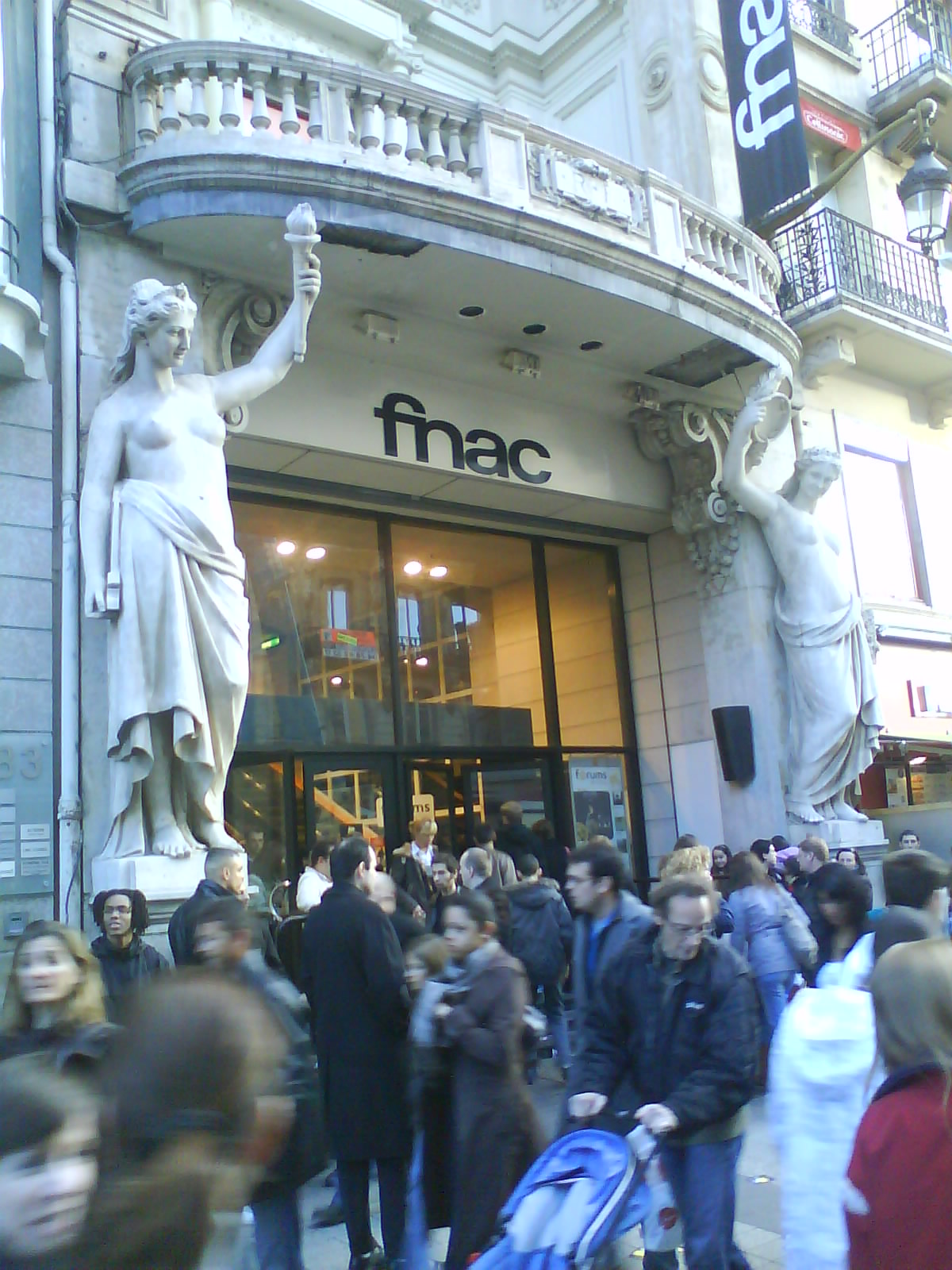
前進前总部
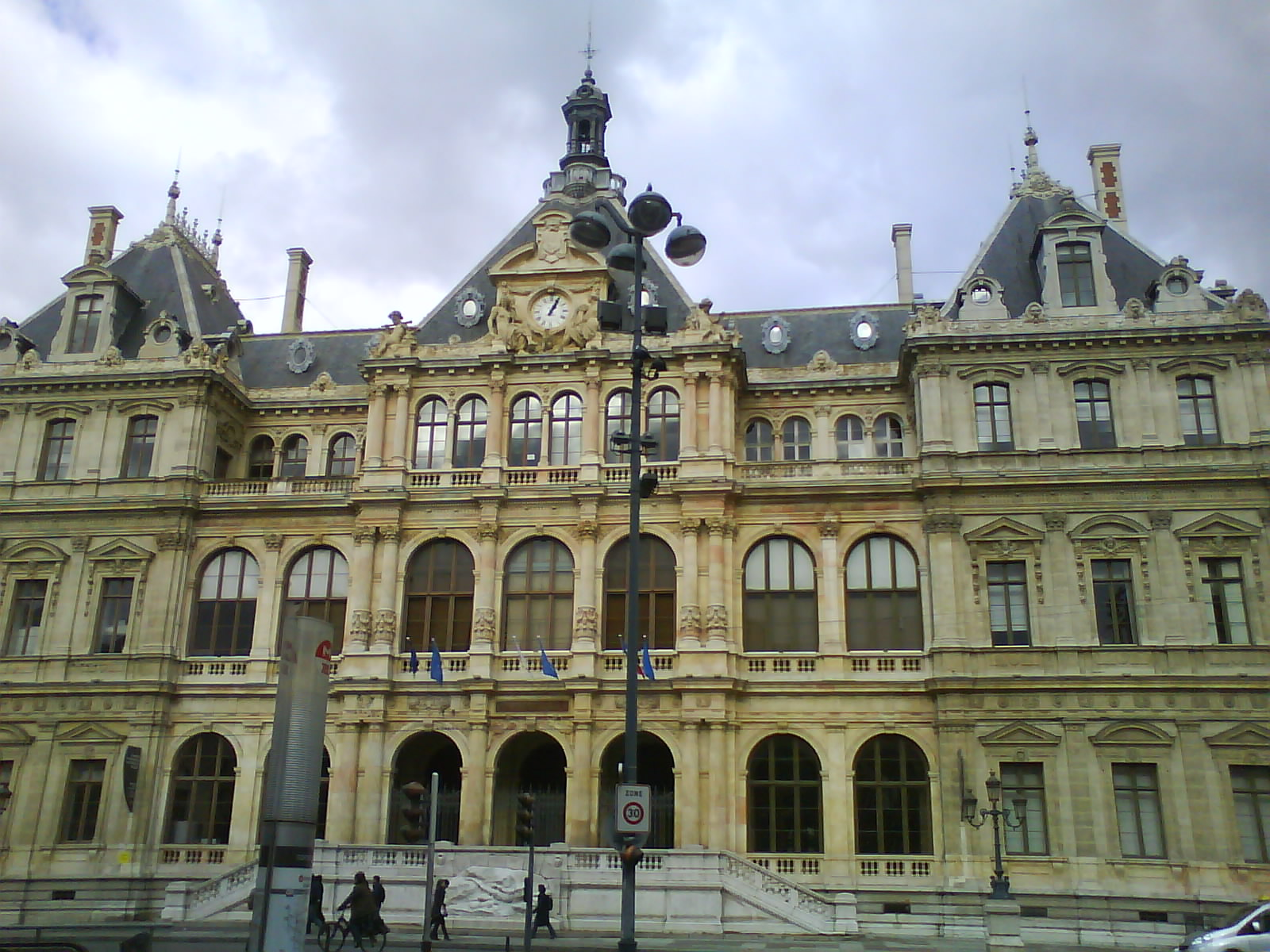
商业宫
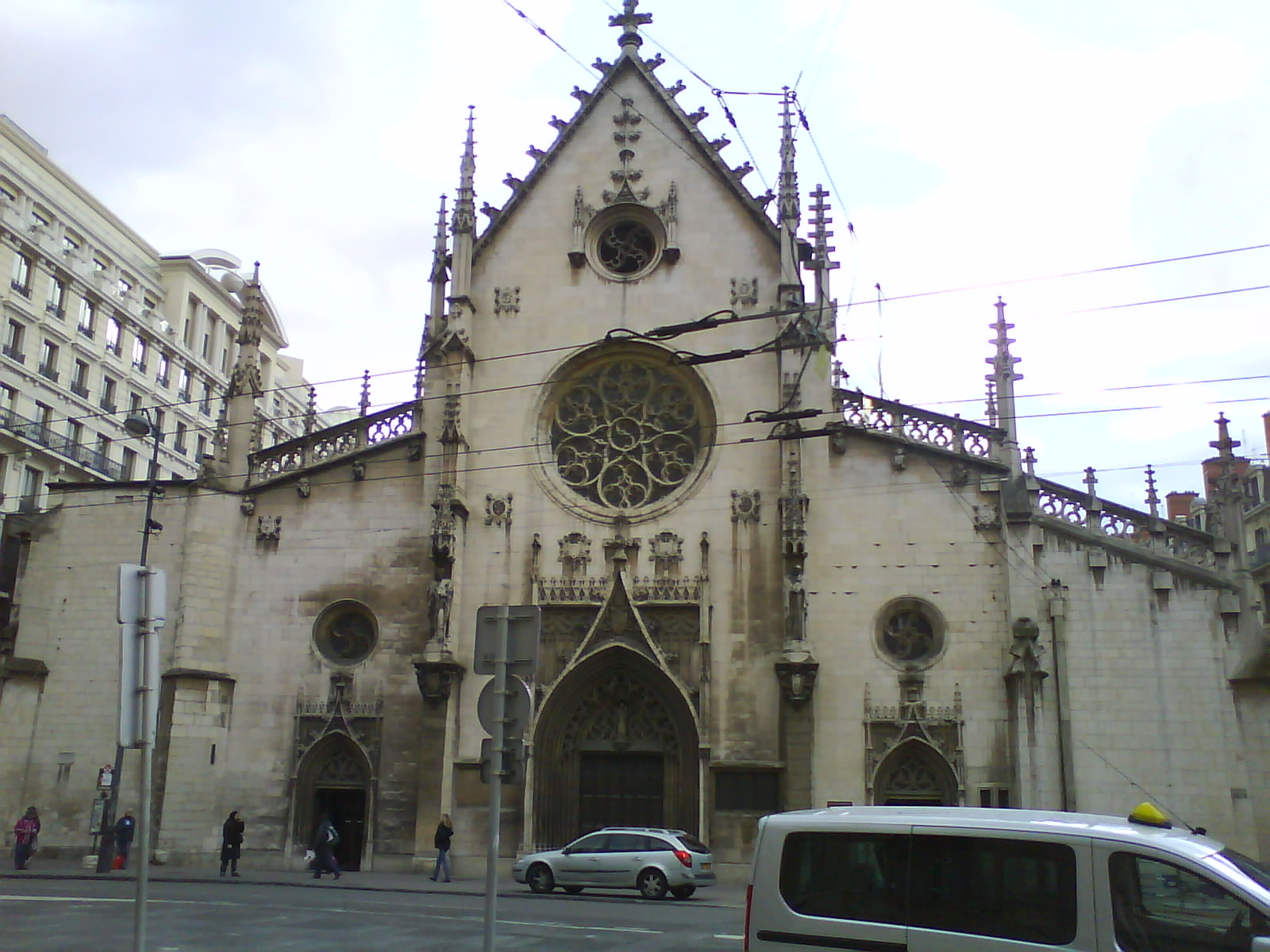
圣文德堂